# Guntschnaberg

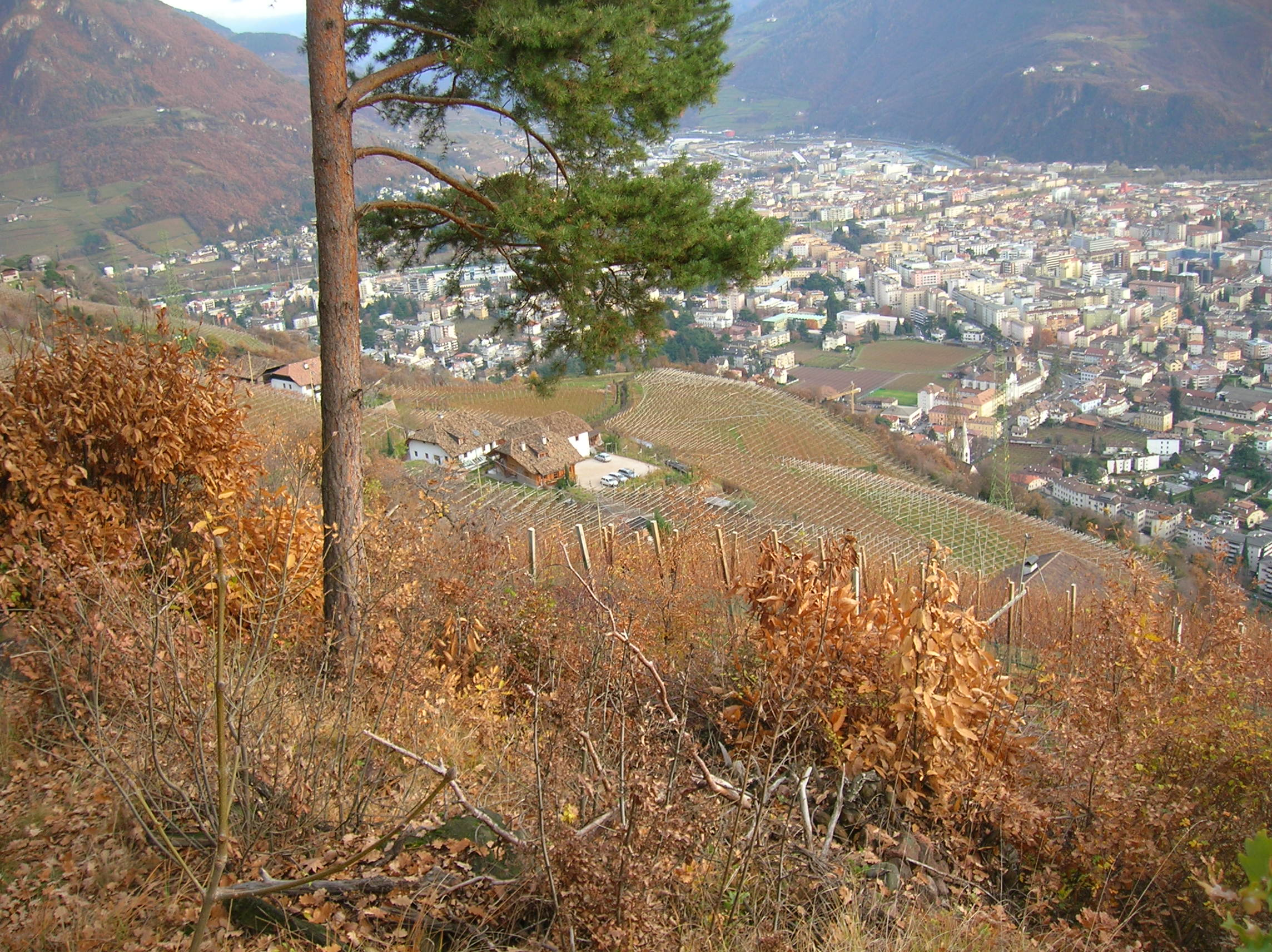
Blick auf Bozen mit dem Stadtteil Gries im Vordergrund von den Anhöhen des Guntschnabergs, im Mittelgrund die Weinhöfe Föhrner und Kristplon

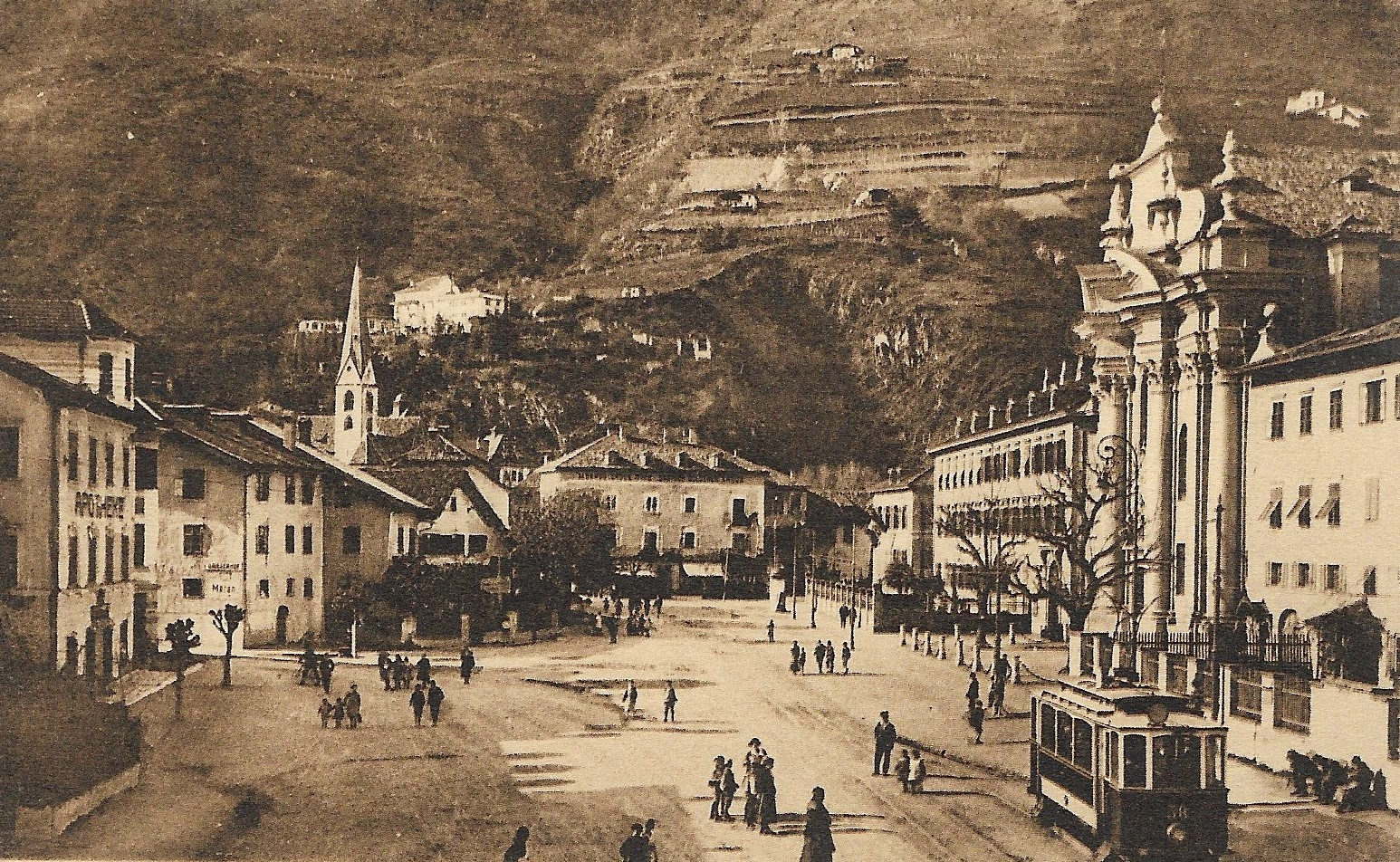
Historische Aufnahme des Grieser Platzes von 1927 vor den Hängen des Guntschnabergs (mit dem auf halber Höhe gelegenen Hotel Germania)

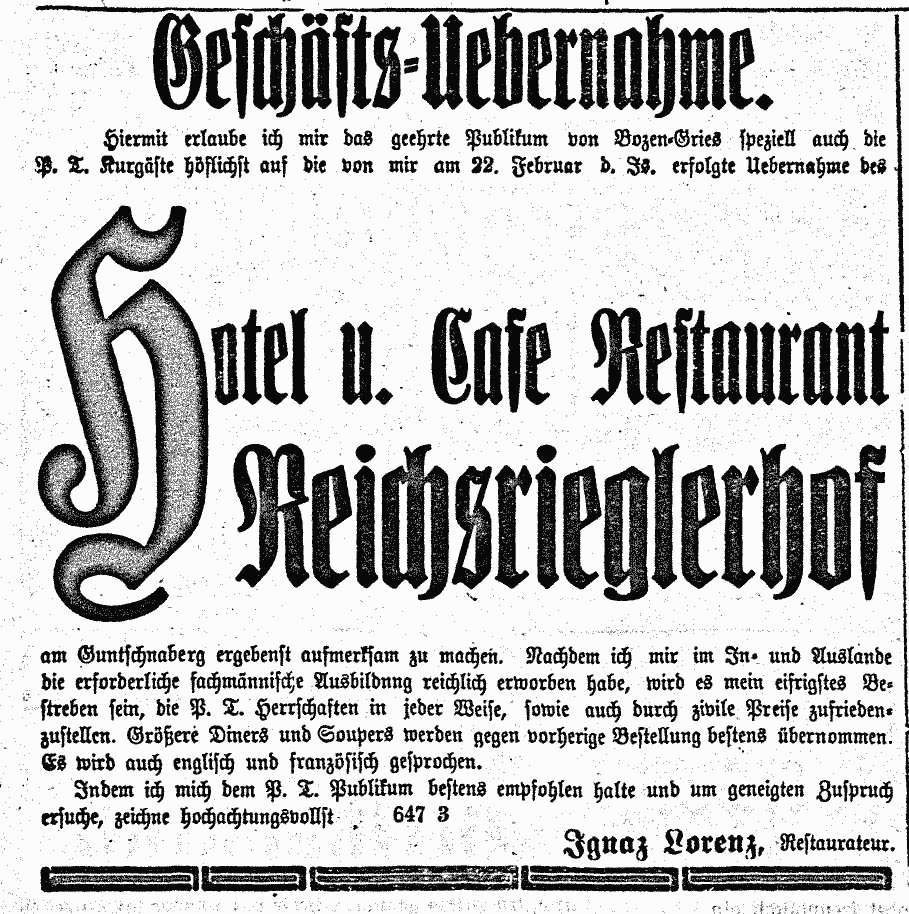
Annonce des Reichrieglerhofs am Guntschnaberg in den Bozner Nachrichten vom 2. März 1913

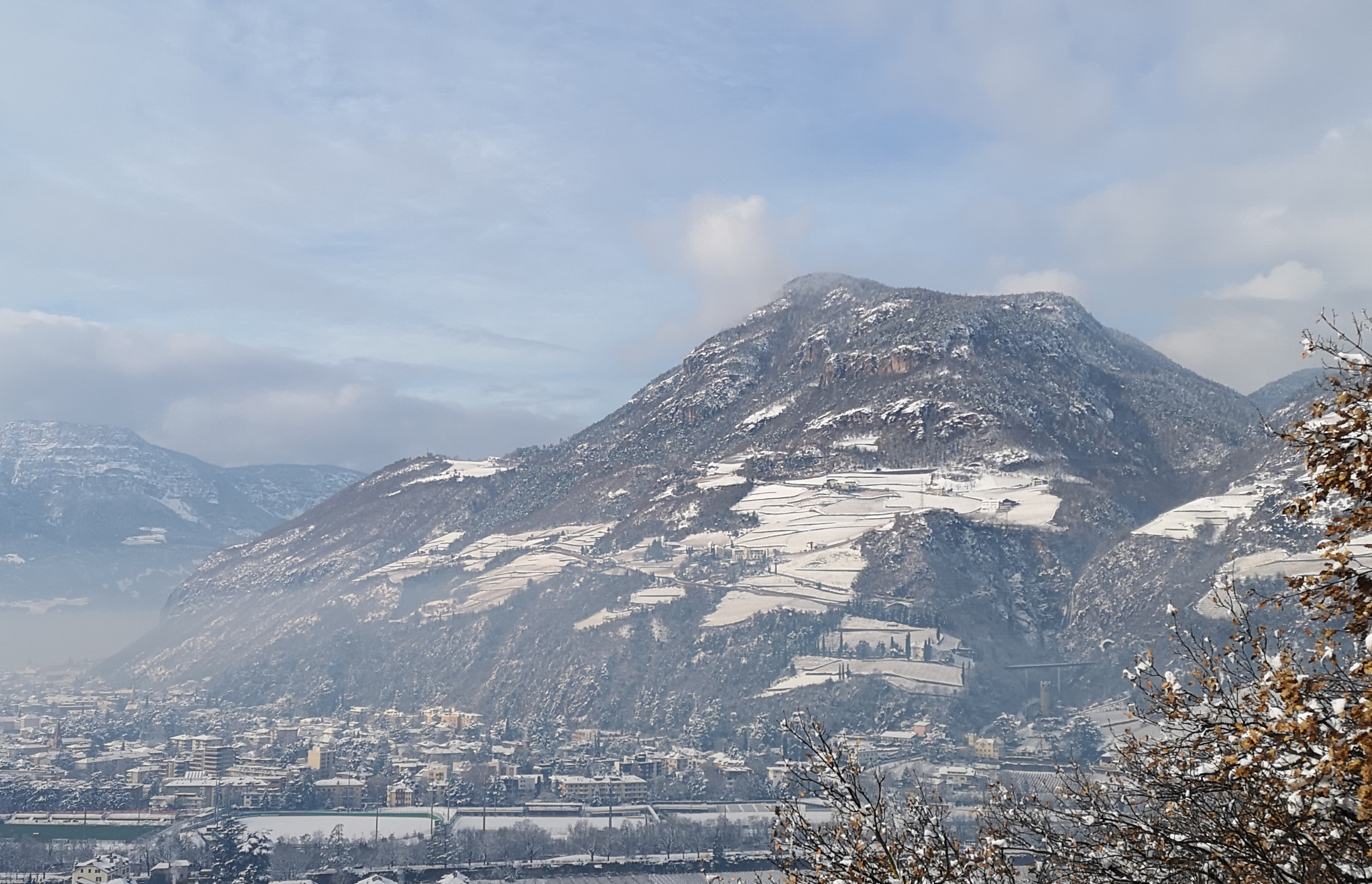
Guntschnaberg im Winter von Nordosten mit dem Alten als höchstem Punkt

Der Guntschnaberg (auch Guntscha oder Guntschnaer Berg; italienisch Guncina) ist ein breiter, felsiger Berghang, der den Talkessel von Bozen nördlich oberhalb des Ortsteils Gries-Quirein auf einer Höhe von 300 m bis 550 m abschließt und seinerseits vom Alten (Altenberg) überragt wird. Mit Glaning grenzt der Guntschnaberg an die weiten Flächen der Gemeinde Jenesien, der Einschnitt der Fagenbachschlucht trennt ihn von St. Georgen.

## Geologie

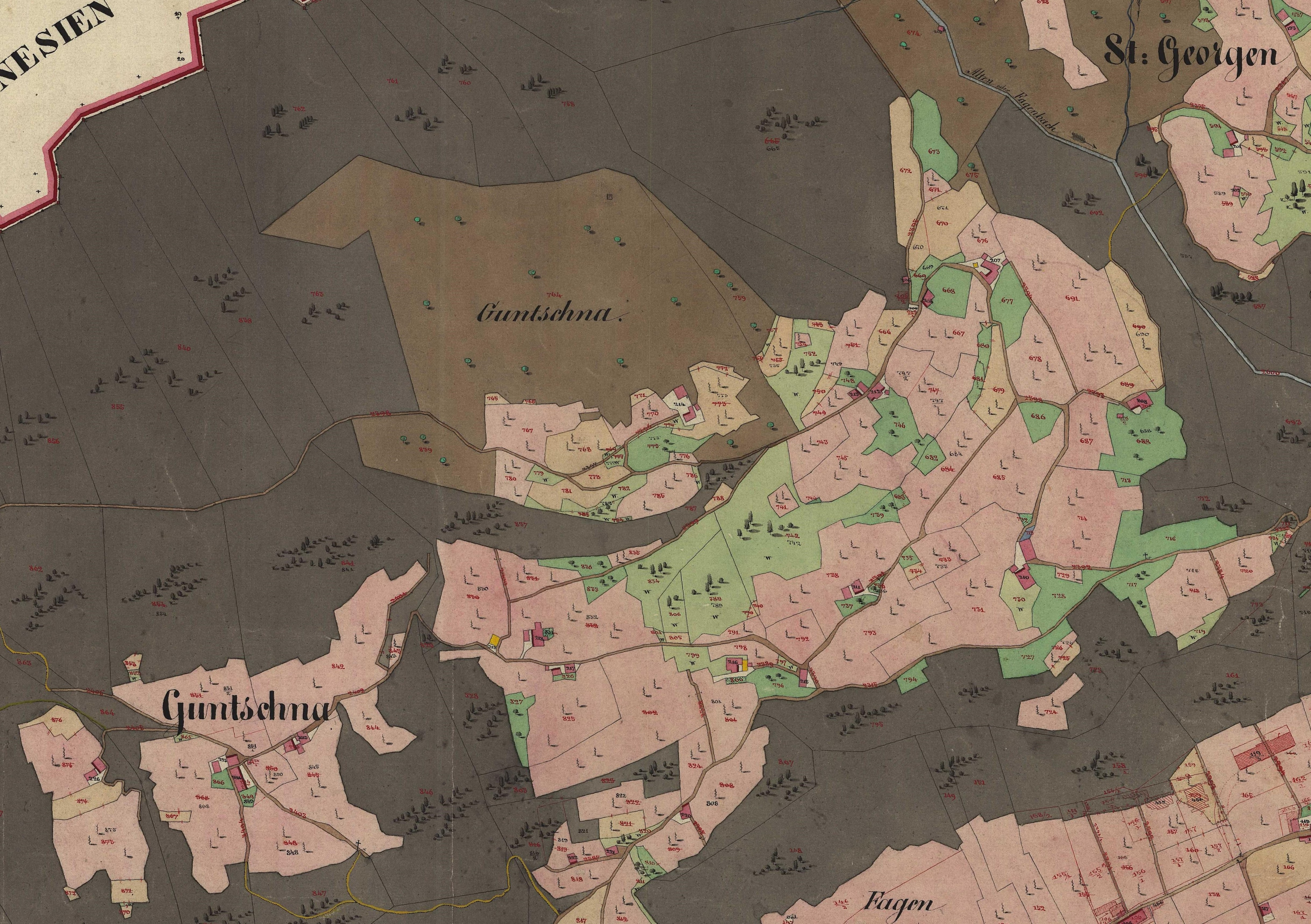
Katasterplan des Guntschnabergs von 1858 (Ausschnitt des Franziszeischen Katasters, Abschnitt Gries)

Geologisch bildet der Fels als Guntschna-Formation einen Teil der Etschtaler Vulkanit-Gruppe des Unterperm  (früher auch Bozener Quarzporphyr genannt). Er beschließt den bogenförmig verlaufenden Westkamm der Sarntaler Alpen südlich und ist letzter Ausläufer des Tschögglbergs. Nordöstlich geht der Guntschnaberg in das Viertel St. Georgen über.

## Geschichte
Die vor den Überschwemmungen der Talniederung geschützten Höhen des Guntschnabergs sind Altsiedelgebiet. Am Bühlerhof sind bronzezeitliche Funde nachgewiesen.
Ersturkundlich ist der Berghang in einer Traditionsnotiz des Hochstifts Brixen von ca. 1157–1164 als apud Bauzanum mons qui dicitur Campsnage bezeugt, als hier ein Weinbau an die Brixner bischöfliche Kirche gestiftet wurde. Die Ortslage ist auch 1288 im Tiroler landesfürstlichen Urbar Graf Meinhards II. als ze Ganzener genannt. In den Kirchpropstrechnungen der Grieser Marienpfarrkirche von 1420–1440 erscheinen die jüngeren Bezeichnungen Gontschnaw, Gonschnaw und Ganschnaw. Laut Christian Schneller liegt dem Namen campus signatus ‚mit Signalzeichen versehenes Feld‘ zugrunde.
Die Weinwirtschaft bildete auch später das ökonomische Rückgrat der zahlreichen Hofstätten an der Berglehne. Zu diesen rechnen die Höfe Bühler, Föhrner, Forstner, Fronhofer (Kui, Koy), Kristplon (auch Kristplun; Chrispianes hof im Urbar Meinhards II. von 1288), Maggner, Nußbaumer, Plattner, Rainer, Riegler (am Ort), Schacher, Schaler, Schuster, Steinwendter (ze Steinwende im Urbar Meinhards II. von 1288), Strecker, Trattner, Unterrainer und Winter (Winterle). Zu den wichtigsten hoch- und spätmittelalterlichen Grundherrschaften am Guntschnaberg zählten das Hochstift Freising und das Kloster Schäftlarn, die hier seit dem 12. Jahrhundert über ausgedehnte Besitzungen und entsprechende Einkünfte verfügten. Auch der Deutsche Orden besaß Weingärten am Guntschnaberg (auf Gantschnää), die etwa der Bozner Landkomtur Heinrich von Knöringen 1517 an Bauleute verlieh.
In der Landgerichtsordnung von Gries-Bozen aus dem Jahr 1487 erscheint mit Niclas Unterrainer ein eigener Viertelhauptmann „auf Contschná“, der zugleich als landesfürstlicher Steuereinnehmer fungiert.

## Erschließung

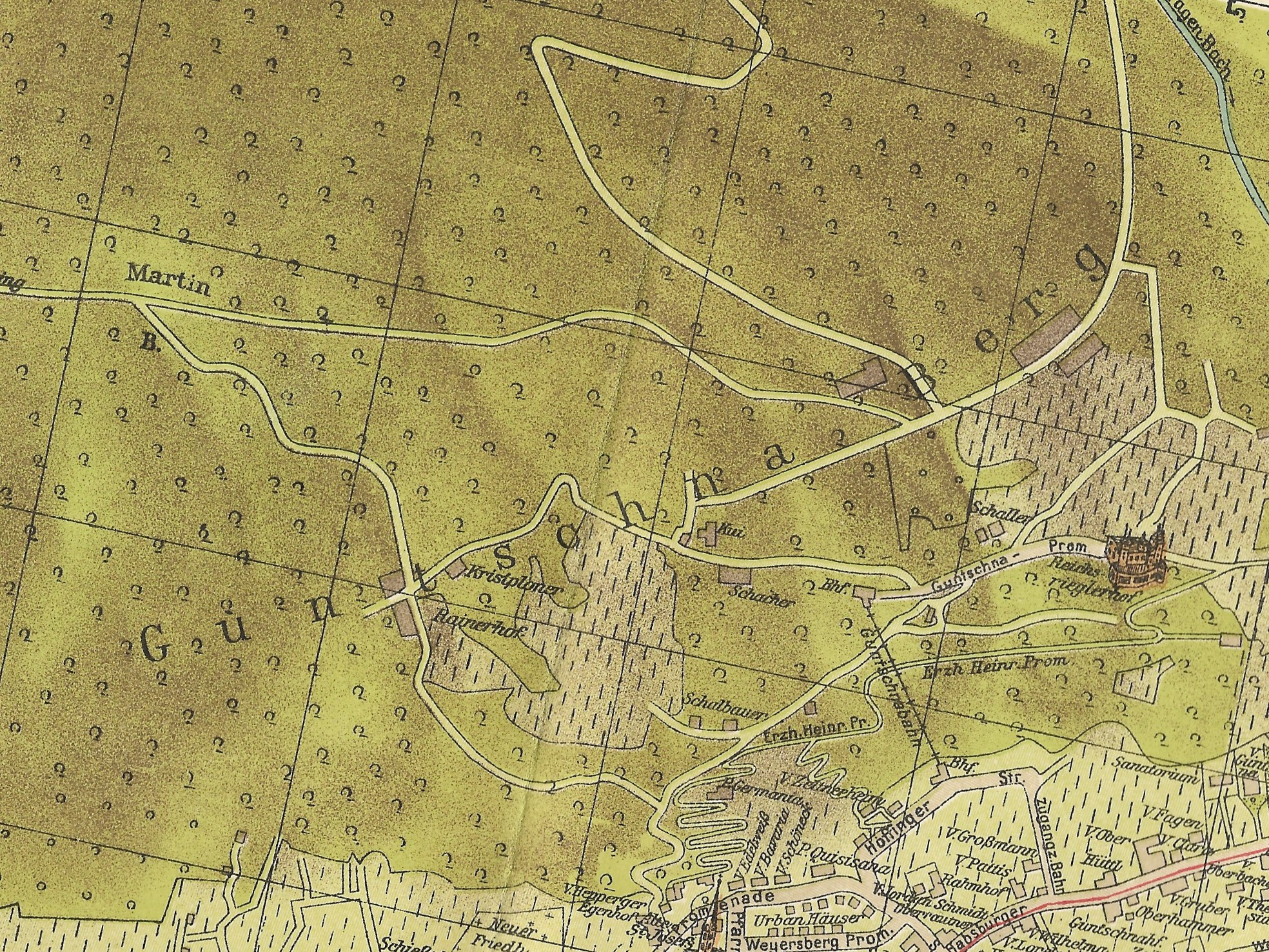
Der Guntschnaberg auf dem Pharus-Plan für Bozen-Gries von ca. 1910 (mit Hervorhebung der Weinbauflächen durch Schraffur)

Vom Ansitz Berndorf nimmt ein alter Plattenweg (Ochsenweg) seinen Ausgang, der über den Schafbühel auf den Guntschnaberg (über den Hof Föhrner) und weiter zum Weiler Glaning führt.
Die Berglehne wird in ihrem unteren, von der Alten Pfarrkirche Gries ausgehenden Bereich durch die in den Jahren 1890/91 angelegte Guntschnapromenade (Erzherzog-Heinrich-Promenade) erschlossen, die über das ehemalige Hotel Germania zum Reichrieglerhof führt.
Von 1912 bis 1966 war die Anhöhe von Gries aus auch mit der Guntschnabahn, einer Standseilbahn, erreichbar.
Nach der Einrichtung der Operationszone Alpenvorland im September 1943 wurden im Guntschnaberg auf Veranlassung der nationalsozialistischen Behörden und mittels Zwangsarbeit von Inhaftierten des NS-Lagers Bozen Schutzräume für die in Bozen massierten Spitzen von Wehrmacht und SS angelegt, der sogenannte Bunker H (benannt nach Gauleiter Franz Hofer).
Seit den 1980er Jahren quert eine lange Kehre der Landesstraße nach Jenesien (mit einem Abzweig nach Glaning auf halber Höhe) den Guntschnaberg.